# Adelheid Harthun-Kindl
Adelheid Harthun-Kindl (geboren 24. August 1939 in Hessen) ist eine deutsche Juristin, ehemalige Richterin und Gerichtspräsidentin. Sie war 1985 die erste Frau bundesweit, die ein Präsidentenamt im juristischen Bereich übernahm (Sozialgericht Berlin). Am 2. Mai 1989 wurde die Juristin als erste Frau an die Spitze des Landessozialgerichtes Berlin berufen. Sie hatte das Amt der Gerichtspräsidentin inne, bis sie am 3. September 2004 in den Ruhestand ging.

## Beruflicher Werdegang

### Ausbildung und Berufseinstieg
Nach dem Abitur studierte Adelheid Harthun-Kindl Rechtswissenschaften an der Universitäten Tübingen, Kiel, Hamburg und Berlin. Ihr Referendariat absolvierte sie in Berlin.
Im Mai 1969 begann Harthun-Kindl ihre juristische Karriere in der Berliner Justiz. 1975 wurde sie als Richterin an das Landessozialgericht berufen.

### Präsidentin des Sozialgerichtes Berlin
1985 folgte die Ernennung zur Präsidentin am Sozialgericht Berlin. Damit war sie bundesweit die erste Frau, die eine Präsidentschaft im juristischen Bereich übernahm.

### Präsidentin des Landessozialgerichtes Berlin
Im Mai 1989 trat Harthun-Kindl als erste Frau die Präsidentschaft des Landessozialgerichts Berlin an. Es ist das größte deutsche Landessozialgericht.
Mit dem Fall der Mauer Ende 1989 wurde die Zuständigkeit des Landessozialgerichts Berlin von heute auf morgen auf ganz Berlin erweitert, da es in der DDR kein vergleichbares Sozialgericht gab. Die Anzahl der Verfahren nahm dadurch erheblich zu. Harthun-Kindl musste sich vor allem mit der Problematik der Renten für ehemalige Mitarbeiter der Staatssicherheit und mit den Honecker-Renten auseinandersetzen.
- Während der Amtszeit von Harthun-Kindl tauchten immer wieder neue Rechtsstreitigkeiten als Massenphänomene auf, die die unterbesetzte Behörde stark belastete:
- Im Jahr 2000 begannen die AOKs und die Betriebskrankenkasse bundesweit entgegen aller Vorschriften, die Rechnungen der Krankenhäuser nicht mehr zu bezahlen. Berlin war von diesem Vorgehen besonders betroffen. Bis 2002 gab es rund 1000 Rechtsstreite zwischen den Berliner Krankenhäusern und nicht zahlungswilligen Betriebskrankenkassen, die als Berufungsverfahren vor das Landessozialgericht Berlin kamen. Die Betriebskrankenkassen wurden zur Zahlung aufgefordert. Das Bundessozialgericht bestätigte in zahlreichen Fällen diese Entscheidung. Dennoch belasteten das Landessozialgericht Berlin immer neue Fälle ähnlichen Inhalts.[4][5]
- Ab 2002 war das Landessozialgericht in erster Instanz zuständig für die Überprüfung von Arzneimittel-Festbeträgen.
- Auch Rechtsstreitigkeiten wegen Rentenansprüchen von Klägern, die im Ausland leben, nahmen zu. Die beklagte Bundesversicherungsanstalt für Angestellte (BfA) hat ihren Sitz in Berlin und ist somit Gerichtsstandort. Häufig handelte es sich bei den Klägern um Verfolgte des Nationalsozialismus.

Harthun-Kind kämpfte mit Hartnäckigkeit und Statistiken jahrelang um eine Aufstockung ihres Personals. Schließlich gelang es ihr, beim Prozentsatz der erledigten Fälle pro Jahr das Feld der Landessozialgerichte des Bundesgebietes anzuführen.
Harthun-Kindl begrüßte und unterstützte die geplante Zusammenlegung der Landessozialgerichte Berlin und Brandenburg mit einem neuen Sitz in Potsdam. Allerdings hat sie diesen Umzug nicht mehr in ihrer Amtszeit miterlebt.
Am 3. September 2004 wurde Adelheid Harthun-Kindl von Justizsenatorin Karin Schubert (SPD) mit einem Festakt in den Ruhestand verabschiedet.

### Ämter und Mitgliedschaften
- Vorstand der Juristischen Gesellschaft zu Berlin[9]

## Publikationen
- Kurt Maier / Adelheid Harthun-Kindl / Günter Hennies / Klaus-Peter Wagner / Wolfgang Fichte / Christoph Kahl (Hrsg.): Berliner Kommentar zum Sozialgesetzbuch VI. Lieferung 22. Band 4. Chmielorz, Wiesbaden 2004, DNB 982218354.